# Kyla Pratt
Kyla Alissa Pratt (født 16. september 1986) er en amerikansk skuespillerinde og sanger.
Pratt blev født i Los Angeles, Californien, den ældste af fem børn af Kecia Pratt-McCullar, en skolelærer, og Johnny McCullar, en semi-professionel basketballspiller. Hun begyndte at spille skuespil i en alder af 8, hvor hun optrådte i reklamer for et interaktivt computerspil og Nike.

## Filmografi
- 1995 Barney & Friends
- 1997 Mad City
- 1998 Dr. Dolittle
- 2000 Love & Basketball
- 2001 Dr. Dolittle 2
- 2004 The Seat Filler
- 2004 Fat Albert
- 2005 The Proud Family Movie
- 2006 Dr. Dolittle 3
- 2008 Dr. Dolittle 4
- 2009 Dr. Dolittle 5